# NYCE
NYCEはアメリカ合衆国とカナダの様々な金融機関のATMを結ぶ、銀行のオンラインシステムである。NYCEはNYCEリンクATMカードのデビットカードのネットワークにも利用されている。
NYCEの本拠地はニュージャージー州セコーカスである。競合するネットワークとしてSTAR、ディスカバーカード、Pulseなどがある。

## 概要
NYCEと言うネットワークの名前のもとは、"New York Cash Exchange"のそれぞれの単語の頭文字をとった省略形である。NYCEの始まりは、ニューヨークメトロエリアのローカルな銀行のオンラインシステムであった。
ATMが市中に登場して以降の最初のATMネットワークのうちの一つでもあった。ATM網の拡大に伴ってNYCEもニューヨーク外に勢力を拡大して行った。
現在、NYCEは主要なネットワークとして275,000台のATMと2,358の金融機関、5970万人の利用者を有している。NYCEは金融情報機器会社であるMetavante Corporationが全体を所有している